# Nationales Streikkomitee von Belarus
Das Nationale Streikkomitee von Belarus (Statschkom) ist eine nicht registrierte belarussische Organisation, deren Hauptaufgabe der Schutz der Bürgerrechte ist. Außerdem organisiert sie die Protestaktionen gegen die Verletzung der Rechte und der berechtigten Bürgerinteressen.
Die Organisation Statschkom existiert seit 1996. Am 25. November 2003 wurde aufgrund von Statschkom ein nationales Streikkomitee gegründet. Seit der Gründungszeit ist ihr Vorsitzender der Unternehmer und ehemalige politische Gefangene Walery Lewaneuski. Während seines Gefängnisaufenthalts vom 1. Mai 2004 bis zum 15. Mai 2006 hat sein Sohn Uladsimir Lewaneuski den Vorsitzenden von Statschkom vertreten.

## Protestaktionen
100.000 belarussische Unternehmer traten am 1. Januar 2000 in einen fünftägigen Streik. In Minsk fand am 31. Januar 2000 das Unternehmermeeting statt. Die Meetingresolution enthielt nicht nur wirtschaftliche, sondern auch politische Forderungen (der Rücktritt vom Minister für das Unternehmertum).
Die Privatunternehmer traten am 23. November 2000 in einen Vorbeugerstreik, den über 150.000 Menschen unterstützt haben. Nach einem fünftägigen Streik der belarussischen Unternehmer zum Beginn des Jahres 2001 nahmen 200.000 Menschen teil. An dem gesamtnationalen Politstreik haben über 9000 Unternehmer und als Arbeitnehmer tätige Personen teil. Die Einzelunternehmer veranstalteten am 18. Mai 2001 einen gesamtpolitischen republikanischen Streik der Einzelunternehmer, der mit der an diesem Tag stattfindenden zweiten Gesamtbelarussischen Versammlung zeitlich abgestimmt wurde.
In der Stadt Grodno traten am 20. Juni 2002 die Unternehmer in einen Streik. Alle Märkte der Stadt Grodno waren geschlossen. In Belarus fand am 31. Juli 2002 ein eintägiger gesamtnationaler Vorbeugungsstreik der Einzelunternehmer statt. An der Aktion haben laut verschiedener Bewertungen 100–150.000 Unternehmer und als Arbeitnehmer geltende Personen teilgenommen. Zum Schutz der wirtschaftlichen und anderen Unternehmerrechte fand am 26. August 2002 in der Stadt Minsk ein Streik statt. Am 11. September 2002 fand ein gesamtnationaler eintägiger Streik der Unternehmer der Republik Belarus statt. An dem Streik haben ungefähr 160.000 Unternehmer und als Arbeitnehmer geltende Personen teilgenommen, fast aus allen Städten von Belarus. Einen Tag später wurde zu einer gesamtnationale Aktion des zivilen Ungehorsams aufgerufen. In Belarus fand am 1. Oktober 2002 ein gesamtnationaler Streik der Unternehmer statt, die mit den Steuerzahlungen und anderen Zahlungen ins Budget aufgehört haben. An dem Streik nahmen laut verschiedener Bewertungen 120–190.000 Unternehmer und als Arbeitnehmer geltende Personen teil, fast aus allen Städten von Belarus. Der Streik dauerte 10 Tage. Mit der Forderung des Rücktritts des jetzigen Präsidenten Lukaschenko streikten die Unternehmer am 19. Dezember 2002 in Grodno. Über 4000 Unternehmer haben diese Forderung unterstützt und sind der Arbeit ferngeblieben.
In der Stadt Grodno wurde am 22. Januar 2003 ein eintägiger Streik ausgerufen. Die Hauptmärkte und Minimärkte der Stadt waren geschlossen, über 8000 Menschen nahmen an dieser Aktion teil. Das Streikkomitee der Unternehmer hat am 27. Februar 2003 mit den unternehmerischen Strukturen das Meeting zum Schutz der Unternehmerrechte zusammen organisiert. Am Anfang der Aktion „Der Parlamentbesuch“ wurde Walerij Lewonewskij für 15 Tage verhaftet. Am 25. September 2003 wurde gesamtnationaler Streik der Unternehmer von Belarus ausgerufen. Ungefähr 50 % der belarussischen Unternehmer haben an dieser Aktion teilgenommen. Im Zentrum der Stadt Grodno wurde am 1. Mai 2004 demonstriert. Die Anzahl der Teilnehmer betrug ungefähr 4000 Menschen. An diesem Tag wurde Walerij Lewonewskij, der Vorsitzende des Streikkomitees, für 15 Tage verhaftet und später zu 2 Jahren Haft verurteilt. Das Meeting der Unternehmer wurde am 3. Mai 2004 auf dem Lenin-Platz in Grodno abgehalten, an dem ungefähr 15.000 Unternehmer teilgenommen haben. Am gleichen Tag hielten die Polizeibeamten in Zivil Wladimir Lewonewskij an und verhafteten ihn für 13 Tage wegen der Organisation der Protestaktionen. Am 25. März 2007 fand ein eintägiger Vorbeugungsstreik der Unternehmer in Minsk statt.

## Andere Aktivitäten
Eine der Tätigkeitsrichtungen vom Streikkomitee ist die Hilfe für Verurteilte. Im Jahr 2005 hat das Streikkomitee zum Beispiel Bücher, Sportgeräte und andere nützliche Sachen in die Iwazewitsch-Strafkolonie №22 übergeben. Man gründet die Filialen von Statschkom in den Gefängnissen – zum März 2005 wurden solche Abteilungen in 5 belarussischen Gefängnissen gebildet.